# Яновщинский сельсовет
Яновщинский сельсовет (бел. Янаўшчынскі сельсавет) — упразднённая административная единица на территории Крупского района Минской области Белоруссии.

## История
Упразднён 30 декабря 2009 года, территория вошла в состав Холопеничского сельсовета.

## Состав
Яновщинский сельсовет включал 13 населённых пунктов:
- Барсуки — деревня.
- Белые Борки — деревня.
- Большие Хольневичи — деревня.
- Глиновка — деревня.
- Дудари — деревня.
- Клишино — деревня.
- Лисичино — деревня.
- Малый Каменец — деревня.
- Мелешковичи — деревня.
- Подберезье — деревня.
- Посемковичи — деревня.
- Хольневичи — посёлок.
- Яновщина — деревня.